# Florens von Bockum-Dolffs (Politiker)

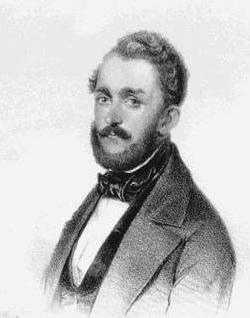
Florens von Bockum-Dolffs

Florens Heinrich Gottfried von Bockum-Dolffs (eigentl. von Bockum gen. Dolffs) (* 19. Februar 1802 in Soest; † 8. Februar 1899 in Völlinghausen, heute Möhnesee) aus dem Adelsgeschlecht Bockum-Dolffs war ein preußischer Beamter und liberaler Parlamentarier.

## Herkunft
Bockum-Dolffs entstammte einem alten Sassendorfer Salzbeerbten-Geschlecht. Die Familie besaß die Güter Völlinghausen und Ahse. In Soest kommt die Familie erstmals 1317 vor; drei Bürgermeister der Stadt mit zusammen 28 Amtsjahren entstammten ihr. Der Vater war Florens Wilhelm Konrad von Bockum-Dolffs. Die Mutter war Dorothea (geb. von Berswordt).

## Beruf
Er studierte Rechtswissenschaften und Mathematik. Über seine Studienorte gibt es unterschiedliche Angaben. Genannt werden Heidelberg, Leipzig, Göttingen und Berlin. Bockum-Dolffs war aktiver Burschenschafter; 1822 trat er in die Alte Heidelberger Burschenschaft ein. In dieser Zeit kam er in Kontakt mit den Ideen des politischen Liberalismus. Nach der Ableistung des Wehrdienstes als Einjährig-Freiwilliger wurde er Auskultator am Kammergericht in Berlin. Danach absolvierte er die übliche Ausbildung im Gerichts- und Regierungsdienst. Im Jahr 1837 wurde er zum Regierungsrat in Merseburg ernannt.
Zwischen 1837 und 1852 amtierte er als Landrat des Kreises Soest. Danach wurde er aus politischen Gründen in den einstweiligen Ruhestand versetzt. Im Jahr 1859 wurde er dann zum Oberregierungsrat bei der Bezirksregierung in Koblenz ernannt. Im Jahr 1862 wurde er nach Gumbinnen versetzt. 1865 wurde Bockum-Dolffs aus dem Staatsdienst entlassen. Danach bewirtschaftete er seine Güter.
Seine Ruhestätte befindet sich auf dem Friedhof der Familie von Bockum-Dolffs in Völlinghausen.

## Familie
Am 6. Juni 1837 heiratete Bockum-Dolffs Aurelie Melusine Sophie Luise von Flemming (* 28. März 1819 in Koblenz; † 23. August 1902 in Völlinghausen). Sie war eine Tochter des Regierungspräsidenten Karl von Flemming. Sein gleichnamiger Sohn, Florens von Bockum gen. Dolffs folgte ihm 1879 als Landrat des Kreises Soest.
Die Tochter Anna Dorothea Wilhelmine (* 3. März 1840) war mit dem Konsistorialrat Graf Ludwig Heinrich Friedrich Moritz Johann Wilhelm von Unruh (* 19. November 1833) verheiratet.

## Politisches Leben
1833 (als Vertreter des Herzogs von Croy) und von 1841 bis 1853 war er Mitglied im Provinziallandtag der Provinz Westfalen und 1836 des Sächsischen Provinziallandtages. Im Jahr 1847 gehörte er dem ersten Vereinigten Landtag und 1848 dem zweiten Vereinigten Landtag an. Weil er wegen seiner Ansichten bereits von seinen Vorgesetzten verwarnt worden war, hielt er sich während der Revolution von 1848 politisch zurück. In den Jahren 1849 bis 1851 gehörte er der ersten Kammer des preußischen Landtags an. Von 1852 bis 1885 war Bockum-Dolffs Mitglied des preußischen Abgeordnetenhauses. Dort schloss er sich zunächst den Altliberalen um Georg von Vincke an. Nach einer späteren Aussage Vinckes gehörte Bockum-Dolffs zu den parlamentarischen Hauptverantwortlichen für das jähe Ende der maßgeblich von den Altliberalen mitgetragenen Neuen Ära in Preußen. Denn im Januar 1862 brach er mit Vincke und gründete eine eigene Fraktion. Diese auch als Linkes Zentrum bezeichnete liberale Gruppierung rekrutierte ihre Anhängerschaft vornehmlich aus der seinerzeit industriell sehr weit entwickelten Rheinprovinz. Die Fraktion um Bockum-Dolffs schloss sich im preußischen Verfassungskonflikt eng an die Deutsche Fortschrittspartei an und führte einen heftigen parlamentarischen Kampf gegen die Regierung Otto von Bismarcks. Nach dem Deutschen Krieg von 1866 verlor sie rasch an Bedeutung. Später war Bockum-Dolffs Mitglied der Fortschrittspartei und schließlich der Nationalliberalen Partei.
Bockum-Dolffs war zeitweise Vorsitzender der Budgetkommission. Von 1862 bis 1865 war er Vizepräsident und 1879 sowie 1882 Alterspräsident. Außerdem gehörte er dem Deutschen Nationalverein an. Von 1867 bis 1884 war er Mitglied des Reichstages. Dort gehörte er am Ende keiner Fraktion mehr an.